# トッカイ バブルの怪人を追いつめた男たち
『トッカイ バブルの怪人を追いつめた男たち』（トッカイ バブルのかいじんをおいつめたおとこたち）は、清武英利による日本のノンフィクション小説。2019年4月24日に講談社から刊行されたのち、『トッカイ 不良債権特別回収部』（トッカイ ふりょうさいけんとくべつかいしゅうぶ）に改題した上で2020年12月15日に文庫化された。

## 概要
バブル経済崩壊後の1996年に経営破綻した住宅金融専門会社（住専）の不良債権取り立てを目的とした国策会社「住宅金融債権管理機構（のちの整理回収機構）」が設立された。本作では悪徳債務者からの取り立てを任務とする「トッカイ（不良債権特別回収部）」が6兆4000億円にのぼる巨額の不良債権を回収すべく奮闘する姿を描く。
2021年1月から伊藤英明主演でテレビドラマ化された。

## 登場人物

### 整理回収機構
- 林正寛（日本ハウジングローン出身）
- 池田等（日本住宅金融出身）
- 下國士郎（富士銀行出身）
- 津田敏夫（富士銀行出身）
- 岩崎紀夫（日本ハウジングローン出身）
- 高田泉（第一住宅金融出身）
- 大下昌弘（大阪府民信用組合およびその承継先の信用組合大阪弘容出身）
- 田淵章（大阪府警察出身）
- 朱雀井亮（国税庁出身）
- 大澤幸忠（国税庁出身）
- 藤田哲（弁護士）
- 中坊公平

### 債務者
- 川邊常次（川辺物産社長）
- 許永中
- 末野謙一（「末野興産」社長 大口債務者）
- 増田修造（「朝日住建」監査役 整理回収機構側の不正を暴き、中坊を追い込んだ）
- 西山正彦（「ペキシム」社長 古都保存協力税の際に京都仏教会と市の仲介をした人物）

## 書誌情報
- 単行本：『トッカイ バブルの怪人を追いつめた男たち』 2019年4月24日発売、講談社、ISBN 978-4-06-515428-1[1]
- 文庫本：『トッカイ 不良債権特別回収部』 2020年12月15日発売、講談社文庫、ISBN 978-4-06-521956-0[2]

## テレビドラマ
WOWOW開局30周年記念として、2021年1月17日から4月4日まで毎週日曜 22時 - 23時にWOWOW『連続ドラマW』で放送された。主演は伊藤英明。全12回。

### キャスト
柴崎朗
演 - 伊藤英明
住宅金融債権管理機構（略称：住管機構（のちの整理回収機構））不良債権特別回収部職員。
葉山将人
演 - 中山優馬
不良債権特別回収部職員。
多村玲
演 - 広末涼子
不良債権特別回収部職員。
岩永寿志
演 - 矢島健一
不良債権特別回収部職員。
塚野智彦
演 - 萩原聖人
不良債権特別回収部職員。
東坊平蔵
演 - 橋爪功
住管機構の社長で現役の弁護士。
高坂幹恵
演 - 桜井ユキ
ニュース番組「インサイドフォーカス」のキャスター。
柴崎麻子
演 - 中村ゆり
柴崎の妻。
安藤隆弘
演 - 三浦誠己
“ナニワの不動産王”と呼ばれる金丸岳雄の腹心。
武内昇
演 - 松角洋平
大阪府警淀川北警察署の刑事課長。
浜岡茜
演 - 兎本有紀
森沢早百合
演 - 太田莉菜
“京都の怪商”と呼ばれる仁科真喜生の仕事上のパートナー。
斎藤久志
演 - 本髙克樹（7 MEN 侍 / ジャニーズJr.）（第2話）
あおば銀行の大阪融資部に勤務する銀行員。
西岡淳二
演 - 吉沢悠
預金保険機構に在籍する弁護士。
周藤涼平
演 - 篠井英介
住管機構の常務で東坊の右腕的存在。
袴田敏夫
演 - 渡辺裕之
あおば銀行の頭取。
鈴木耕治
演 - 川守田政人
重信辰義
演 - 田中健
あおば銀行の人事部専務。
不破誠三
演 - 団時朗
内閣官房長官。
二階堂頼明
演 - 佐野史郎
大蔵省銀行局長。
古賀幸秀
演 - 緒形直人
紀州銀行の副頭取。
金丸岳雄
演 - イッセー尾形
“ナニワの不動産王”と呼ばれる男。
仁科真喜生
演 - 仲村トオル
“京都の怪商”と呼ばれる男。

### スタッフ
- 原作 - 清武英利 『トッカイ バブルの怪人を追いつめた男たち（改題：トッカイ 不良債権特別回収部）』（講談社文庫刊）
- 監督 - 若松節朗、村谷嘉則、佐藤さやか
- 脚本 - 戸田山雅司
- 音楽 - 住友紀人
- 撮影 - 蔦井孝洋
- 照明 - 緑川雅範
- 美術 - 山下杉太郎
- 装飾 - 上原一晃
- 録音 - 山根剛
- 編集 - 新井孝夫
- 選曲 - 藤村義孝
- VFXプロデューサー - 赤羽智史
- スクリプター - 木下真理子、森川麻衣
- 衣裳 - 加藤哲也
- ヘアメイク - 蜂須賀佳代
- 専属ヘアメイク - 佐藤陵、堀奈津子
- スケジュール - 稲葉正宏
- 制作担当 - 竹井政章
- プロデューサー - 岡野真紀子、永井麗子、上久保友貴
- 制作協力 - 共同テレビ
- 製作著作 - WOWOW

### 放送日程
| 各話   | 放送日  |
| ------ | ------- |
| 第1話  | 1月17日 |
| 第2話  | 1月24日 |
| 第3話  | 1月31日 |
| 第4話  | 2月07日 |
| 第5話  | 2月14日 |
| 第6話  | 2月21日 |
| 第7話  | 2月28日 |
| 第8話  | 3月07日 |
| 第9話  | 3月14日 |
| 第10話 | 3月21日 |
| 第11話 | 3月28日 |
| 最終話 | 4月04日 |

| WOWOW 連続ドラマW 日曜オリジナルドラマ             | WOWOW 連続ドラマW 日曜オリジナルドラマ                    | WOWOW 連続ドラマW 日曜オリジナルドラマ   |
| 前番組                                             | 番組名                                                    | 次番組                                   |
| -------------------------------------------------- | --------------------------------------------------------- | ---------------------------------------- |
| 夜がどれほど暗くても （2020年11月22日 - 12月13日） | トッカイ〜不良債権特別回収部〜 （2021年1月17日 - 4月4日） | 華麗なる一族 （2021年4月18日 - 7月11日） |